# فاكر مونتشين
نادي فاكر مونتشين لكرة القدم (بالألمانية: Fußball-Club Wacker München e.V.) نادي كرة قدم ألماني يلعب في دوري الدرجة العاشرة. تم تأسيس النادي في سنة 1903 .